# Expander (Maschine)
Im Werkzeugbau werden Expander zum Abdichten von Bohrungen verwendet. Der Expander besteht aus einem Zylinder aus Metall mit einer Kugel, die sich an einem Ende befindet. Durch Krafteinwirkung auf die Kugel wird diese in den Zylinder gedrückt, sodass dieser sich ausdehnt und die Bohrung abdichtet.
Der Expander wird auch bei einem Fertigungsschritt in der Herstellung von Pipelinerohren verwendet.